# Zekra Alwach
Zekra Alwach (àrab: ذكرى علوش, Ḏikrà ʿAlwax) (Hilla, 1968) és una enginyera i política iraquiana, alcaldessa de Bagdad des del 22 de febrer de 2015, en substitució de Naim Aboub al-Kaabi, i fins al 20 de setembre de 2020.
Alwach és enginyera per la Universitat Tecnològica de Bagdad i posseeix un màster en gestió de projectes de construcció per la Universitat de Bagdad i un doctorat en el mateix tema per la Universitat Tecnològica de Bagdad.
Va iniciar la seva carrera professional el 1993 i va tenir responsabilitats administratives fins que va ser nomenada directora general del Ministeri d'Educació Superior. Reportava directament al primer ministre, Haider al-Abadi.
En la seva única entrevista feta a mitjans occidentals, va parlar dels reptes de governar una ciutat destrossada per la guerra, el pes de la responsabilitat per triomfar i la lluita pels drets de les dones a Iraq.
Estava casada amb el general Ali Araji.